# Cercles
Cercles korábbi község Franciaországban, Dordogne megyében. Lakosainak száma 186 fő (2018. január 1.).
2017. január 1-jén La Tour-Blanche korábbi községgel egyesült és az így létrejött La Tour-Blanche-Cercles új község része lett.

## Népesség
A település népességének változása:
| Lakosok száma | 231  | 183  | 187  | 207  | 173  | 202  | 203  | 199  | 190  | 186  |
|               | 1968 | 1975 | 1982 | 1990 | 1999 | 2011 | 2013 | 2015 | 2017 | 2018 |